# لوكالايز
لوكالايز هو نظام ترجمة بمساعدة الحاسوب، مبرمج من الصفْر باستخدام منصّة كدي 4. يصنّف ضمن أهم مُحرّرات ملفات الترجمة (PO) المُتعددة وذلك لاحتوائه على العديد من المزايا المُهمة مثل التدقيق الإملائي، ودعمه لقواميس المُصطلحات، وذاكرة الترجمة، وإدارة المشاريع وغير ذلك.